# Costa-ricanische Fußballnationalmannschaft/Weltmeisterschaften
Der Artikel beinhaltet eine ausführliche Darstellung der costa-ricanischen Fußballnationalmannschaft bei Fußball-Weltmeisterschaften. Die Nationalmannschaft Costa Ricas nahm 2022 zum sechsten Mal an der Weltmeisterschaftsendrunde teil. Das bisher beste Ergebnis ist das Erreichen des Viertelfinales 2014, wobei die Mannschaft in der Gruppenphase vor drei Ex-Weltmeistern Gruppensieger wurde.

## Überblick
| Jahr | Gastgeberland  | Teilnahme bis …    | Letzte(r) Gegner            | Ergebnis | Trainer              | Bemerkungen und Besonderheiten |
| ---- | -------------- | ------------------ | --------------------------- | -------- | -------------------- | --- |
| 1930 | Uruguay        | nicht teilgenommen |                             |          |                      | |
| 1934 | Italien        | nicht teilgenommen |                             |          |                      | |
| 1938 | Frankreich     | nicht teilgenommen |                             |          |                      | |
| 1950 | Brasilien      | nicht teilgenommen |                             |          |                      | |
| 1954 | Schweiz        | zu spät angemeldet |                             |          |                      | Anmeldung durch die FIFA abgelehnt |
| 1958 | Schweden       | nicht qualifiziert |                             |          |                      | In der Qualifikation in den Finalspielen an Mexiko gescheitert |
| 1962 | Chile          | nicht qualifiziert |                             |          |                      | In der Qualifikation in der 2. Runde an Mexiko gescheitert |
| 1966 | England        | nicht qualifiziert |                             |          |                      | In der Qualifikation in der 2. Runde an Mexiko gescheitert. |
| 1970 | Mexiko         | nicht qualifiziert |                             |          |                      | In der Qualifikation in der 1. Runde an Honduras gescheitert. |
| 1974 | Deutschland    | nicht qualifiziert |                             |          |                      | In der Qualifikation in der 1. Runde an Honduras gescheitert. |
| 1978 | Argentinien    | nicht qualifiziert |                             |          |                      | In der Qualifikation in der 1. Runde an Guatemala und El Salvador gescheitert. |
| 1982 | Spanien        | nicht qualifiziert |                             |          |                      | In der Qualifikation in der 1. Runde an Honduras und El Salvador gescheitert. |
| 1986 | Mexiko         | nicht qualifiziert |                             |          |                      | In der Qualifikation in der Endrunde an Kanada gescheitert. |
| 1990 | Italien        | Achtelfinale       | ČSSR                        | 13.      | Bora Milutinović     | In der Vorrunde Siege gegen Schweden und Schottland sowie eine Niederlage gegen Brasilien |
| 1994 | USA            | nicht qualifiziert |                             |          |                      | In der Qualifikation in der 2. Runde an Mexiko und Honduras gescheitert, das sich ebenfalls nicht qualifizieren konnte. |
| 1998 | Frankreich     | nicht qualifiziert |                             |          |                      | In der Qualifikation in der Finalrunde an Jamaika, Mexiko und den USA gescheitert. |
| 2002 | Südkorea/Japan | Vorrunde           | Brasilien, China, Türkei    | 19.      | Alexandre Guimarães  | Ein Sieg gegen China, eine Niederlage gegen Brasilien und ein Remis gegen die Türkei |
| 2006 | Deutschland    | Vorrunde           | Deutschland, Ecuador, Polen | 31.      | Alexandre Guimarães  | Eröffnungsspiel gegen Gastgeber Deutschland (2:4), 0:3 gegen Ecuador und 1:2 gegen Polen |
| 2010 | Südafrika      | nicht qualifiziert |                             |          |                      | In der Qualifikation in den Interkontinental-Playoffs an Uruguay gescheitert. |
| 2014 | Brasilien      | Viertelfinale      | Niederlande                 | 08.      | Jorge Luis Pinto     | Am 10. September 2013 als zweite CONCACAF-Mannschaft qualifiziert. In der Gruppenphase der Endrunde traf Costa Rica erstmals bei einer WM auf England, Uruguay und Italien. Costa Rica zog als Sieger der Gruppe D ins Achtelfinale ein. Dort gewannen sie im Elfmeterschießen gegen Griechenland. Im Viertelfinale ging es ebenfalls ins Elfmeterschießen, welches anders als im Achtelfinale allerdings gegen die Niederlande verloren wurde. |
| 2018 | Russland       | Vorrunde           | Serbien, Brasilien, Schweiz | 29.      | Óscar Ramírez        | Nach zwei Niederlagen in den ersten beiden Gruppenspielen hatte die Mannschaft schon vor dem letzten Spiel keine Chance mehr das Achtelfinale zu erreichen. |
| 2022 | Katar          | Vorrunde           | Spanien, Japan, Deutschland | 27.      | Luis Fernando Suárez | Costa Rica belegte in der dritten Runde der Qualifikation den vierten Platz und konnte sich in interkontinentalen Play-offs im Juni 2022 gegen Neuseeland durchsetzen. In der WM-Vorrunde nach einem Sieg gegen Japan und Niederlagen gegen Spanien und Deutschland als Gruppenletzter ausgeschieden. |

Statistik (Angaben inkl. 2022: 22 Weltmeisterschaften; Prozentangaben sind gerundet)

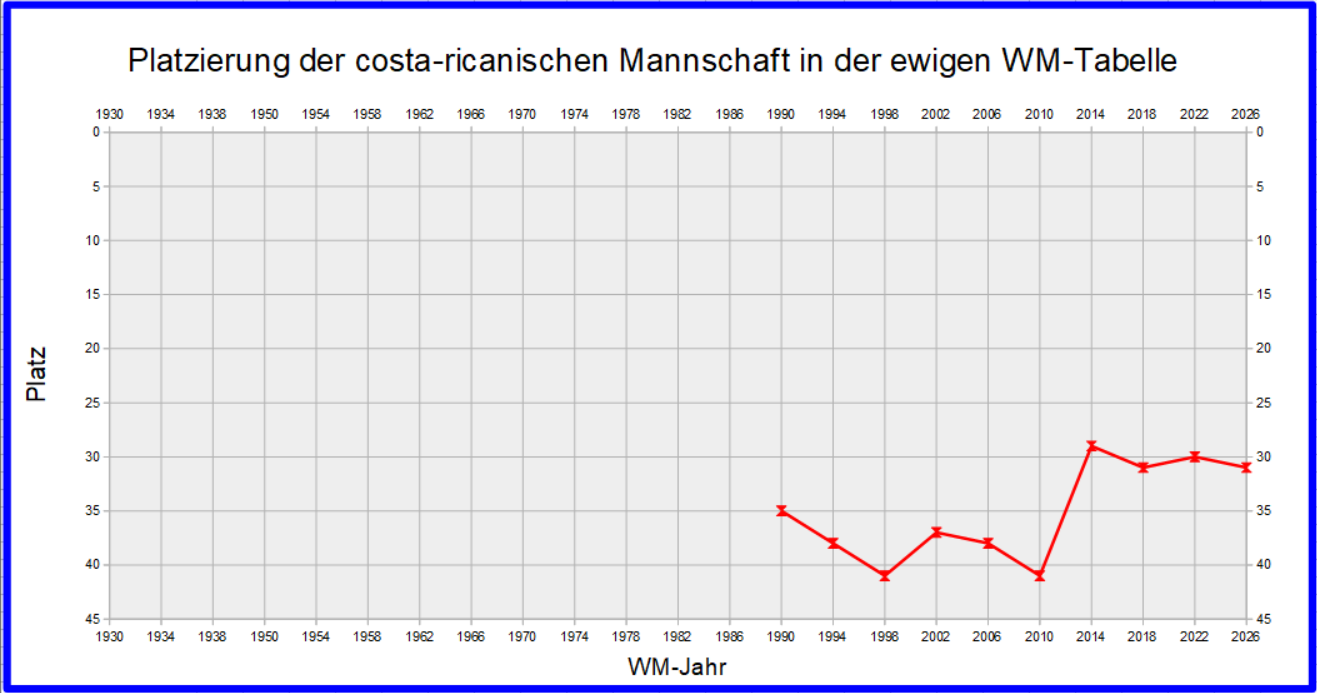
Platzierung der costa-ricanischen Mannschaft in der ewigen WM-Tabelle

- Teilnahmeverzicht: 4× (18 %; 1930, 1934, 1938 und 1950)
- Nicht zugelassen: 1× (5 %; 1954)
- Nicht qualifiziert: 11× (50 %; 1958, 1962, 1966, 1970, 1974, 1978, 1982, 1986, 1994, 1998 und 2010)
- Sportliche Qualifikation: 6× (27 % bzw. bei 35 % der Versuche)
  - Vorrunde: 4× (18 %; 2002, 2006, 2018 und 2022)
  - Achtelfinale: 1× (5 %; 1990)
  - Viertelfinale: 1× (5 %; 2014)

### Weltmeisterschaften 1930 bis 1950
Der costa-ricanische Fußballverband war zwar bereits 1921 gegründet und 1927 in die FIFA aufgenommen worden, aber an den ersten vier WM-Turnieren nahm er nicht teil.

### Weltmeisterschaft 1954 in der Schweiz
1954 wollte Costa Rica erstmals teilnehmen, wurde aber nicht zugelassen, da die Anmeldung – wie auch von anderen Ländern – zu spät eingegangen war.

### Weltmeisterschaft 1958 in Schweden
Für die Qualifikation für die WM in Schweden wurde Costa Rica dann fristgerecht angemeldet und im ersten WM-Qualifikation am 10. Februar 1957 wurde Guatemala in Guatemala-Stadt mit 6:2 geschlagen. Auch das Rückspiel und die beiden Spiele gegen den dritten Gruppengegner Niederländische Antillen wurde zweimal besiegt. In den Finalspielen der CONCACAF-Gruppe wurde zunächst in Mexiko-Stadt gegen Mexiko mit 0:2 verloren und im Heimspiel nur ein 1:1 erreicht.

### Weltmeisterschaft 1962 in Chile
In der Qualifikation war in der ersten Runde ein Entscheidungsspiel gegen Honduras notwendig, nachdem beide in der Gruppe mit Guatemala 5:3 Punkte hatten und die bessere Tordifferenz von Costa Rica nicht zählte. In Guatemala-Stadt setzte sich Costa Rica dann mit 1:0 gegen Honduras durch. In der Finalrunde konnte Costa Rica aber nur die Heimspiele gegen Mexiko und die Niederländischen Antillen gewinnen, verlor aber beide Auswärtsspiele, während Mexiko in Willemstad einen Punkt gegen die Niederländischen Antillen holte und sich anschließend in den Play-off-Spielen Südamerika/Nord- und Mittelamerika gegen Paraguay für die qualifizierte.

### Weltmeisterschaft 1966 in England
In der Qualifikation für die WM in England setzte sich Costa Rica in der 1. Runde mit vier Siegen gegen Suriname und Trinidad & Tobago durch. In der Finalrunde konnte nur das Heimspiel gegen Jamaika gewonnen und im Heimspiel gegen Mexiko sowie in Jamaika ein Remis erreicht werden. Am Ende hatte Mexiko dann wieder mehr Punkte.

### Weltmeisterschaft 1970 in Mexiko
Da Mexiko für die WM im eigenen Land automatisch qualifiziert war, stand den CONCACAF-Mannschaften ein weiterer Startplatz zu. Um diesen bewarben sich 12 Mannschaften. Costa Rica scheiterte überraschend schon in der 1. Runde an Honduras. Zwei Siege gegen Jamaika und ein Unentschieden gegen Honduras reichten nicht, da Honduras alle anderen Spiele gewann. Honduras scheiterte dann im Halbfinale an El Salvador, was zum sogenannten Fußballkrieg führte und El Salvador qualifizierte sich erstmals für die WM.

### Weltmeisterschaft 1974 in Deutschland
Auch für die WM in Deutschland konnte sich Costa Rica nicht qualifizieren. Wieder scheiterte die Mannschaft in der 1. Runde der Qualifikation an Honduras. Nach einem 1:2 in Tegucigalpa reichte ein 3:3 im Rückspiel nicht, um die zweite Runde zu erreichen. In dieser scheiterten Honduras und überraschend auch Mexiko an Haiti, das sich damit zum bisher einzigen Mal qualifizierte und in Deutschland die Italiener überraschte.

### Weltmeisterschaft 1978 in Argentinien
Für die WM in Argentinien konnte sich Costa Rica ebenfalls nicht qualifizieren. In der 1. Runde der Qualifikation scheiterte die Mannschaft an Guatemala und El Salvador und gewann nur das Heimspiel gegen den dritten Gegner Panama. Alle Spiele gegen die beiden besser platzierten Mannschaften endeten remis, da aber das erste Spiel in Panama verloren wurde, reichte es nicht, um die zweite Runde zu erreichen.

### Weltmeisterschaft 1982 in Spanien
In der Qualifikation für die WM in Spanien scheiterte Costa Rica wieder in der 1. Runde an Honduras und El Salvador und belegte noch hinter Guatemala nur den vierten Platz vor Panama, gegen das der einzige Sieg gelang.

### Weltmeisterschaft 1986 in Mexiko
Die Qualifikation zur zweiten WM in Mexiko lief dann etwas besser. Da Barbados in der ersten Runde nicht antrat, erreichten die Costa-Ricaner kampflos die zweite Runde. In dieser konnte Costa Rica zwar die Heimspiele gegen die USA sowie Trinidad & Tobago nicht gewinnen und nur remis spielen, beide Auswärtsspiele wurden dann aber gewonnen und somit die Endrunde gegen Kanada und Honduras erreichen. Costa Rica verlor dann zwar nur in Honduras, aber drei Unentschieden in den anderen Spielen reichten nicht. Und die Kanadier qualifizierten sich zum bisher einzigen Mal für die WM-Endrunde.

### Weltmeisterschaft 1990 in Italien
Die Qualifikation zur zweiten WM in Italien verlief dann endlich erfolgreich. In der Vorausscheidungsrunde setzte sich Costa Rica mit 1:1 und 2:0 gegen Panama durch und profitierte von der Suspendierung Mexikos, das bei einem Junioren-Turnier ältere Spieler eingesetzt hatte. In der CONCACAF – Endrunde, die gleichzeitig als CONCACAF-Nations-Cup 1989 ausgetragen wurde, setzten sich Costa Rica und die USA gegen Trinidad & Tobago, Guatemala und El Salvador durch.
In Italien trafen die Costa-Ricaner im ersten WM-Spiel auf Schottland und gewannen mit 1:0, wobei Juan Cayasso das erste WM-Tor für Costa Rica erzielte. Mit 0:1 wurde dann gegen Rekordweltmeister Brasilien verloren, aber mit einem 2:1 gegen Schweden erreichten sie überraschend das Achtelfinale. In diesem endete die WM für Costa Rica mit einem 1:4 gegen die ČSSR und die Mannschaft verabschiedete sich wieder für 12 Jahre von der WM-Bühne.

### Weltmeisterschaft 1994 in den Vereinigten Staaten
In der Qualifikation für die WM in den USA scheiterte Costa Rica in der 2. Runde an Mexiko, das wieder zugelassen war, und Honduras, das sich ebenfalls nicht qualifizieren konnte. In der ersten Runde hatte sich die Mannschaft noch nach einem 0:1 gegen Panama mit 5:1 im Rückspiel durchgesetzt und in der zweiten Runde wurde erstmals gegen St. Vincent und die Grenadinen gespielt, die zum ersten Mal an der WM-Qualifikation teilnahmen.

### Weltmeisterschaft 1998 in Frankreich
In der Qualifikation für die zweite WM in Frankreich konnte sich Costa Rica wieder nicht qualifizieren. Für die Halbfinalrunde war Costa Rica gesetzt und konnte sich darin zusammen mit den USA gegen Guatemala sowie Trinidad & Tobago durchsetzen. In der Finalrunde waren dann Mexiko, die USA und überraschend Jamaika stärker, das sich damit zum bisher einzigen Mal qualifizieren konnte.

### Weltmeisterschaft 2002 in Japan und Südkorea
Die Qualifikation für die erste WM in Asien verlief dann wieder erfolgreich. Costa Rica musste erst in der CONCACAF Zwischenrunde antreten und setzte sich zusammen mit den USA gegen Guatemala und Barbados durch, benötigte aber ein Entscheidungsspiel in Miami gegen Guatemala, das mit 5:2 gewonnen wurde, da beide nach der Gruppenphase punkt- und torgleich waren. Die CONCACAF Finalrunde gewann Costa Rica dann mit 6 Punkten Vorsprung vor Mexiko und den USA, die sich ebenfalls qualifizierten. Honduras, Jamaika und Trinidad & Tobago hatten das Nachsehen.
In Südkorea traf Costa Rica im Auftaktspiel auf WM-Neuling China und gewann mit 2:0. Ein anschließendes 1:1 gegen die Türkei, die erstmals seit 1954 wieder dabei war, machte Hoffnung auf das Erreichen des Achtelfinales. Durch ein 2:5 gegen den späteren Weltmeister Brasilien machte diese Hoffnungen aber zunichte, da die Türkei die bessere Tordifferenz hatte.

### Weltmeisterschaft 2006 in Deutschland

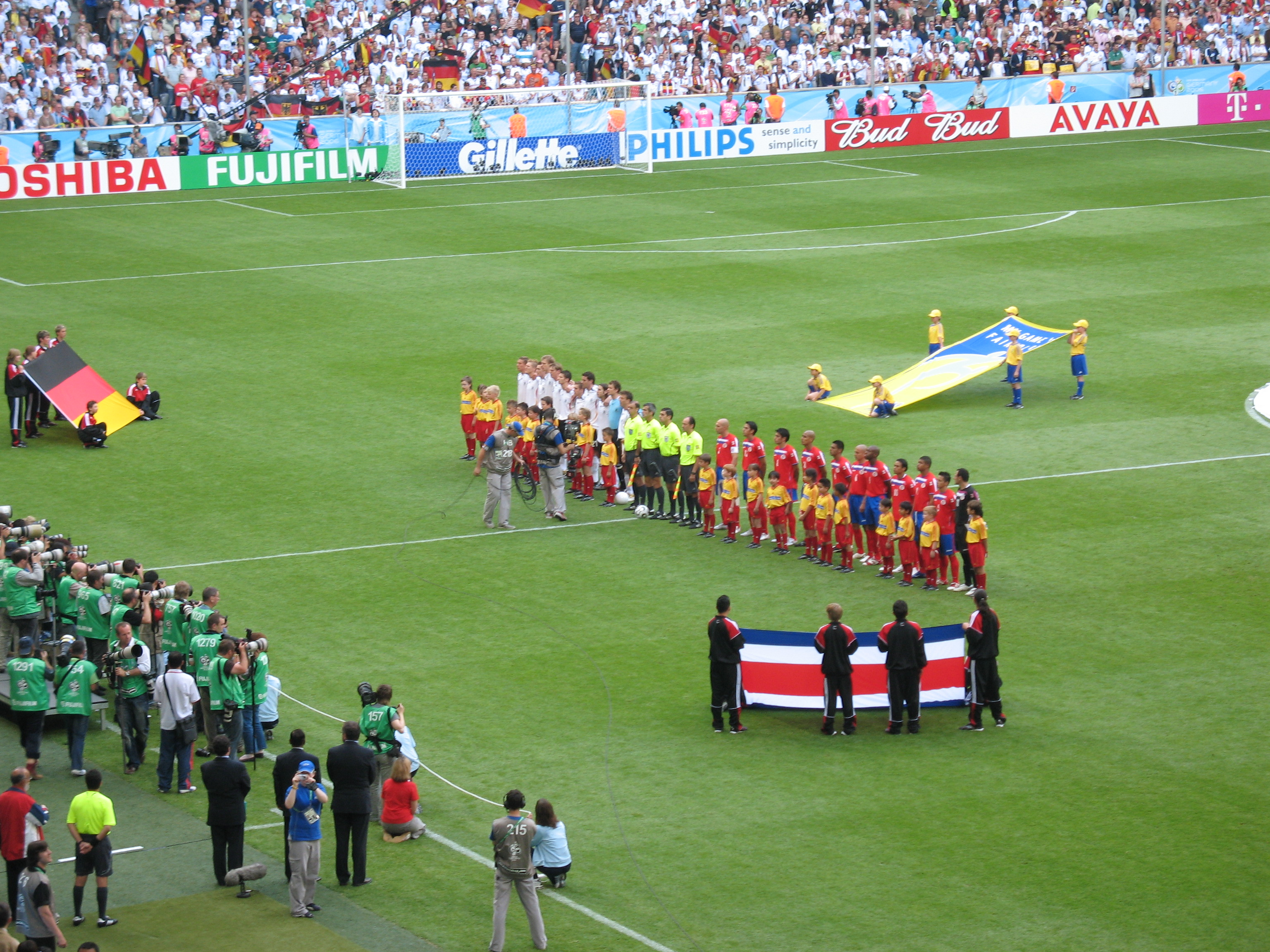
Deutschland und Costa Rica vor dem Eröffnungsspiel

Für die zweite WM in Deutschland gelang erneut die Qualifikation. Diese begann aber holprig, denn nur aufgrund der Auswärtstorregel setzte sich Costa Rica in der zweiten Runde nach einem 2:2 und einem 1:1 gegen Kuba durch. Die dritte Runde schloss die Mannschaft punktgleich mit Guatemala ab und ließ Honduras und Kanada hinter sich. In der vierten Runde reichte dann der dritte Platz hinter Mexiko und den USA vor Trinidad & Tobago, das sich ebenfalls und zum bisher einzigen Mal qualifizierte, um die Endrunde in Deutschland zu erreichen. Guatemala und Panama hatten es dagegen wieder nicht geschafft.
In Deutschland durfte Costa Rica das Eröffnungsspiel gegen Gastgeber Deutschland bestreiten, der erstmals wieder das Eröffnungsspiel bestritt. Mit 2:4 verlor Costa Rica dieses Spiel und nach einem 0:3 gegen Ecuador, bestand keine Chance mehr das Achtelfinale zu erreichen. Das abschließende 1:2 gegen Polen beendete dann den schlechtesten WM-Auftritt der Costa-Ricaner.

### Weltmeisterschaft 2010 in Südafrika
Für die erste WM in Afrika konnte sich Costa Rica dann wieder nicht qualifizieren. Die Qualifikation begann für Costa Rica in der zweiten Runde mit einem 2:2 in Grenada, dem ein 3:0 im Heimspiel folgte, womit die dritte Runde erreicht wurde. In dieser setzte sich Costa Rica mit sechs Siegen gegen El Salvador, Haiti und Suriname durch. In der vierten Runde wurde aber nur Platz 4 hinter den USA, Mexiko und Honduras belegt vor El Salvador und Trinidad & Tobago. Damit musste Costa Rica in Interkontinental-Playoffs gegen an Uruguay antreten. Nach einem 0:1 in San José reichte das 1:1 in Montevideo nicht, um in Südafrika dabei zu sein.

### Weltmeisterschaft 2014 in Brasilien

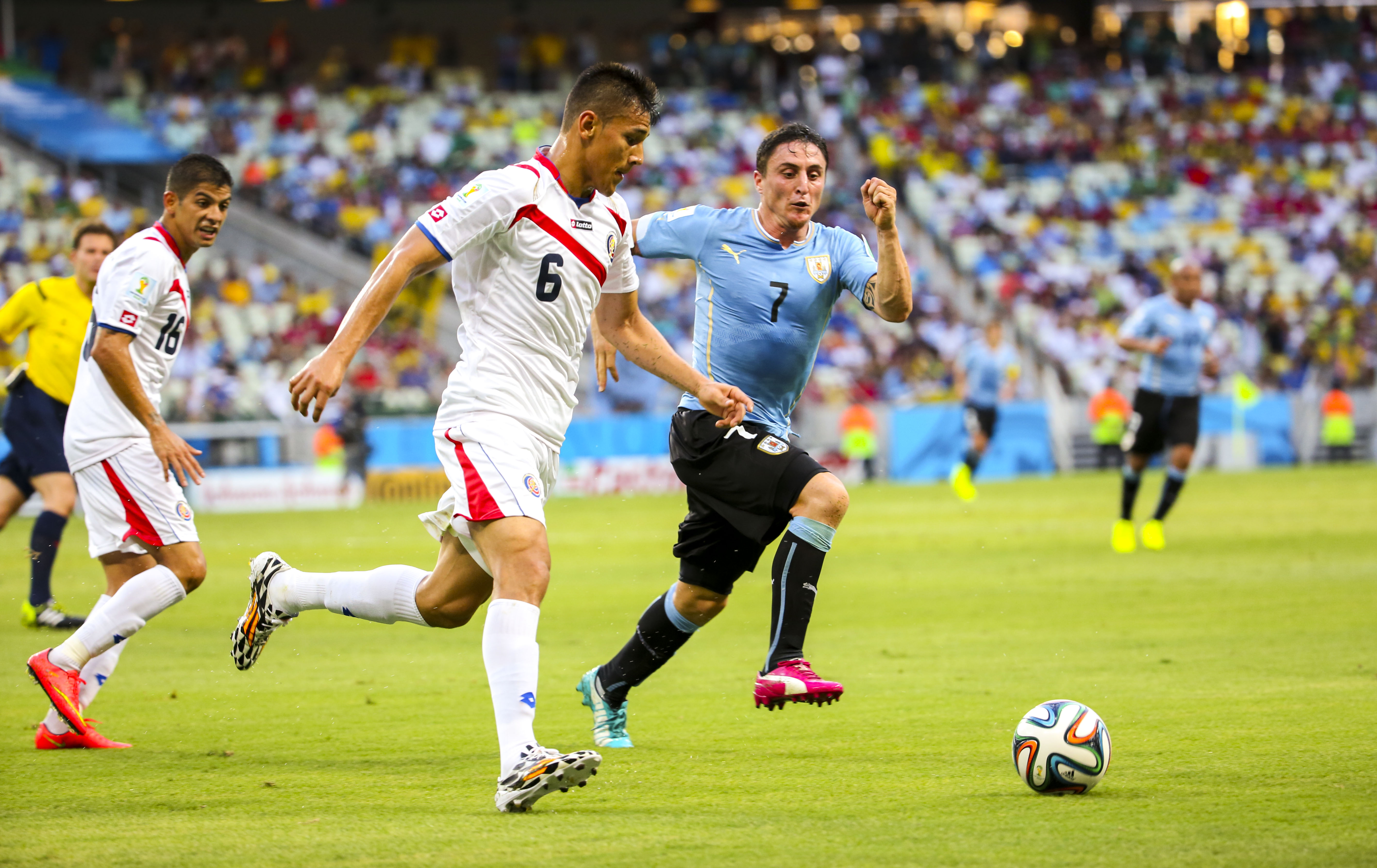
Szene aus dem Spiel gegen Uruguay

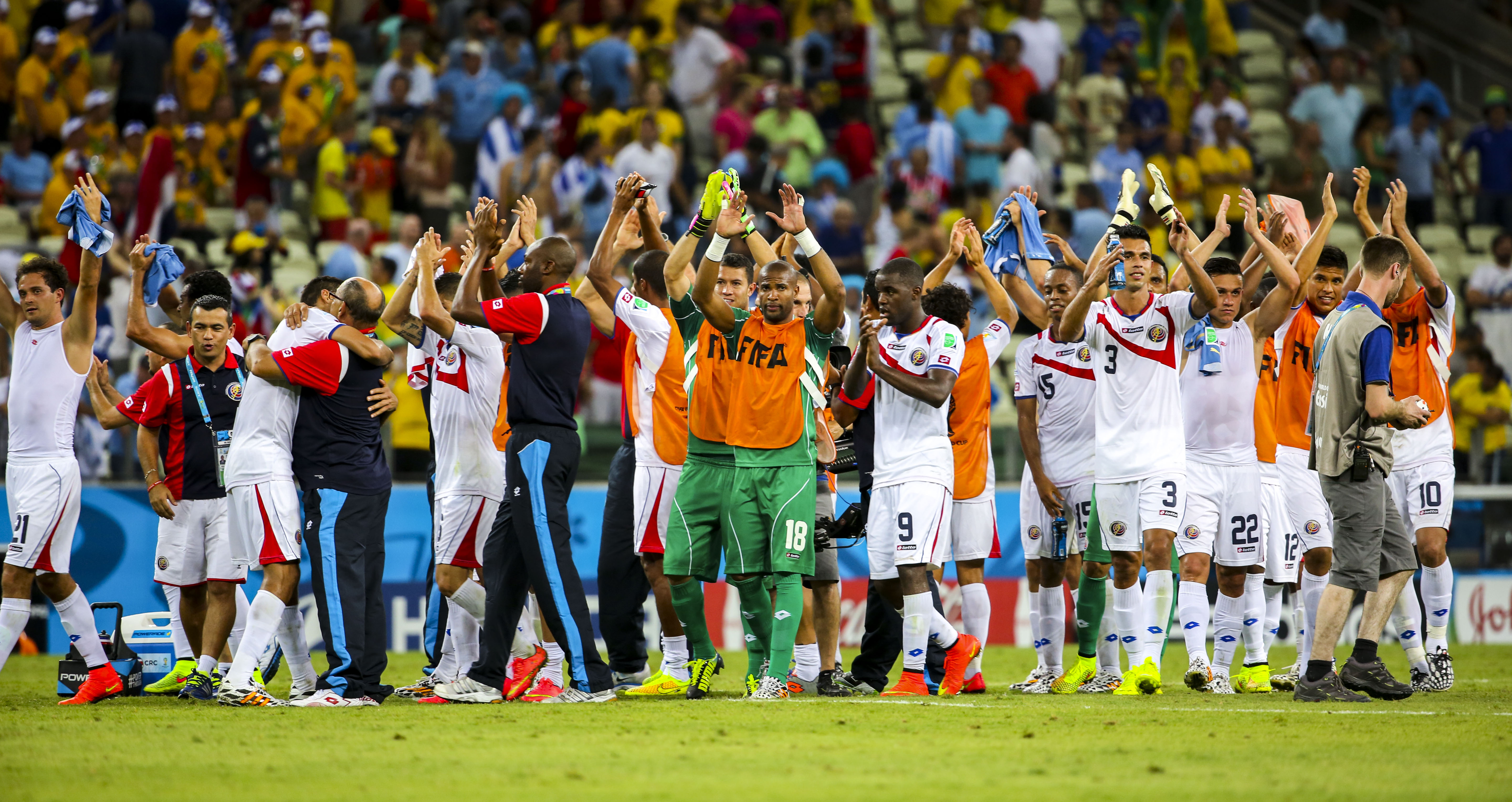
Die Spieler nach dem Auftaktsieg gegen Uruguay

Für die zweite WM in Brasilien konnten sich die Costa-Ricaner dann wieder qualifizieren. In der dritten Qualifikationsrunde, für die Costa Rica automatisch qualifiziert war, setzte sich die Mannschaft zusammen mit Mexiko gegen El Salvador und Guyana durch. Die vierte Runde wurde dann als Gruppenzweiter hinter den USA vor Honduras und Mexiko abgeschlossen, das sich über die Interkontinentalspiele gegen Neuseeland aber auch qualifizieren konnte. Panama, das am letzten Spieltag gegen die USA noch bis kurz vor Schluss mit 2:1 führte, womit die Mannschaft vor Mexiko lag, dann aber noch mit 2:3 verlor, und Jamaika schieden als Gruppenletzte aus.
Für die Endrunde wurden die Costa-Ricaner in eine Todesgruppe mit den drei ehemaligen Weltmeistern England, Uruguay und Italien gelost und galten als Außenseiter. Bereits das erste Spiel gegen Uruguay konnten sie aber mit 3:1 nach 0:1-Rückstand gewinnen und nach dem 1:0 gegen Italien standen sie vorzeitig als Achtelfinalteilnehmer fest. Das anschließende 0:0 gegen die bereits ausgeschiedenen Engländer war dann bedeutungslos. Im Achtelfinale trafen sie auf Griechenland, das erstmals die K.-o.-Runde erreicht hatte. Costa Rica sah nach dem 1:0 in der 52. Minute lange wie der Sieger aus, in der Nachspielzeit gelang den Griechen aber noch der Ausgleich. Da in der anschließenden Verlängerung keine Tore fielen, musste das Elfmeterschießen entscheiden. Hier konnte Torwart Keylor Navas den vierten griechischen Elfmeter halten und nachdem auch der letzte costa-ricanische Schütze erfolgreich war, wurde zum ersten Mal das WM-Viertelfinale erreicht. Hier war die Mannschaft der Niederlande der Gegner und nach torlosen 120 Minuten ging es wieder ins Elfmeterschießen. Der niederländische Trainer Louis van Gaal hatte kurz vor Ende der Verlängerung Ersatztorhüter Tim Krul eingewechselt und dieser verunsicherte durch verbale Attacken zwei costa-ricanische Schützen, so dass er deren Schüsse halten konnte, während Navas diesmal erfolglos war. So schied Costa Rica ungeschlagen aus.

### Weltmeisterschaft 2018 in Russland
In der Qualifikation für die WM in Russland musste Costa Rica erst in der vierten Runde eingreifen. Gegner waren in sechs Spielen Panama, Haiti und Jamaika. Mit fünf Siegen und einem Remis erreichte die Mannschaft als Gruppensieger die fünfte und abschließende Runde gegen Honduras, Mexiko, wieder Panama, Trinidad & Tobago und die USA. Mit vier Siegen, vier Remis und nur einer Niederlage gegen Gruppensieger Mexiko qualifizierten sich die Ticos am vorletzten Spieltag als zweite mittelamerikanische Mannschaft für die Endrunde. Anschließend verloren sie gegen Panama, wodurch sich Panama erstmals für eine WM-Endrunde qualifizierte.
In Russland verloren sie die ersten beiden Spiele gegen Serbien (0:1) und Brasilien (0:2, beide Toren fielen erst in der Nachspielzeit), wodurch sie schon vor dem letzten Spiel gegen die Schweiz keine Chance mehr hatten das Achtelfinale zu erreichen. Gegen die Schweiz konnten sie dann ein 2:2 erreichen, wobei Bryan Ruiz in der Nachspielzeit einen Foulelfmeter an die Latte schoss, der vom Querbalken an den Hinterkopf des Schweizer Torhüters Sommer und von dort zum 2:2-Endstand ins Tor prallte. Der Treffer wurde von der FIFA als Eigentor des Torhüters gewertet.

### Weltmeisterschaft 2022 in Katar
Da Costa Rica zu den fünf besten Teams der CONCACAF in der FIFA-Weltrangliste vom 16. Juli 2020 gehörte, musste Costa Rica erst in der dritten Runde der Qualifikation eingreifen. Die Mannschaft traf auf Honduras, Jamaika, Mexiko und die USA sowie El Salvador, Kanada und Panama, die sich für die dritte Runde qualifizieren mussten. Die Qualifikationsrunde begann im September 2021 mit zwei Remis (0:0 in Panama und 1:1 gegen Jamaika) sowie einer 0:1-Heimniederlage gegen Mexiko. Im Oktober folgte ein weiteres torloses Remis in Honduras, ein 2:1-Sieg gegen El Salvador und eine 1:2-Niederlage in den USA. Nach einer 0:1-Niederlage gegen Kanada folgten zwei Siege (2:1 gegen Honduras und 1:0 gegen Panama) im November. Ende Januar gab es ein torloses Remis in Mexiko, Anfang Februar einen 1:0-Sieg in Jamaika. Trotz der letzten drei Siege in den März-Spielen (1:0 gegen Kanada, 2:1 in El Salvador und 2:0 gegen die USA) reichte es am Ende wegen der deutlich schlechteren Tordifferenz nur zum vierten Platz hinter Kanada, Mexiko und den punktgleichen USA. Daher mussten die Costa-Ricaner im Juni in die interkontinentalen Playoffs gegen Neuseeland antreten, gegen das 2007 in einem Freundschaftsspiel mit 4:0 gewonnen wurde. Bereits nach drei Minuten ging Costa Rica mit 1:0 in Führung und brachte diese dank Torhüter Keylor Navas gegen am Ende nur noch zehn Neuseeländer über die Zeit.
Bei der Endrunde traf die costa-ricanische Auswahl auf die Ex-Weltmeister Spanien und Deutschland sowie Japan. Nachdem Costa Rica im ersten Gruppenspiel gegen Spanien mit 0:7 seine höchste WM-Niederlage aller Zeiten kassierte, gelang der Mannschaft von Trainer Luis Fernando Suárez im darauffolgenden Spiel gegen Japan mit nur einem Torschuss ein 1:0-Überraschungserfolg. Im letzten Gruppenspiel gegen Deutschland musste sich die Mannschaft jedoch mit 2:4 geschlagen geben, sodass sie als Gruppenletzter erneut in der Vorrunde ausschied.

## Rangliste der costa-ricanischen WM-Spieler mit den meisten Einsätzen
01. Celso Borges, Keylor Navas – 11 Einsätze bei 3 Turnieren
03. Joel Campbell – 10 Einsätze bei 3 Turnieren
04. Christian Bolaños, Óscar Duarte, Bryan Ruiz, Yeltsin Tejeda – 9 Einsätze bei 3 Turnieren
08. Cristian Gamboa, Giancarlo González – 8 Einsätze bei 3 bzw. 2 Turnieren
10. Michael Umaña – 7 Einsätze bei 2 Turnieren
11. Walter Centeno, Rónald Gómez, Luis Marin, Mauricio Solís, Marco Ureña und Paulo Wanchope – 6 Einsätze bei 2 Turnieren,
17. Jhonny Acosta, Júnior Díaz, Hernán Medford, Bryan Oviedo, Harold Wallace – 5 Einsätze bei 1 (Díaz) bzw. 2 Turnieren

## Rangliste der costa-ricanischen WM-Spieler mit den meisten WM-Toren
01. Ronald Gomez und Paulo Wanchope – 3 Tore
03. Bryan Ruiz – 2 Tore

## WM-Kapitäne
- 1990: Róger Flores
- 2002: Erick Lonnis
- 2006: Luis Marín
- 2014, 2018: Bryan Ruiz
- 2022: Keylor Navas

## Bei Weltmeisterschaften gesperrte Spieler
- 1990: Róger Gómez erhielt im dritten Gruppenspiel die zweite Gelbe Karte und war für das Achtelfinale gesperrt. Héctor Marchena erhielt dann in diesem auch die zweite Gelbe Karte, die dann aber keinen Effekt hatte, da Costa Rica ausschied.
- 2006: Luis Marin hatte im dritten Gruppenspiel die zweite Gelbe Karte erhalten. Da die Mannschaft ausschied, hatte die Karte keinen Effekt.
- 2014: Óscar Duarte erhielt im Achtelfinale gegen die Griechen die Gelb-Rote Karte und war für das Viertelfinale gesperrt. Die zweite Gelbe Karte, die Giancarlo González im Viertelfinale erhielt, hatte keine weitere Auswirkung, da die Mannschaft ausschied.
- 2022: Francisco Calvo erhielt im zweiten Gruppenspiel gegen Japan die zweite Gelbe Karte und war für das dritte Gruppenspiel gegen Deutschland gesperrt.

## Anteil der im Ausland spielenden Spieler im WM-Kader
Bei der ersten Teilnahme wurden noch keine Legionäre eingesetzt. Danach waren es zunächst wenige und bei der letzten Teilnahme die Mehrheit.
| Jahr (Spiele) | Anzahl (Länder) | Spieler (Einsätze) |
| ------------- | --- | --- |
| 1990 (4)      | 0 | |
| 2002 (3)      | 3 (1 in England, 1 in Griechenland, 1 in Italien) | Paulo Wanchope (3); Rónald Gómez (3); Winston Parks (2) |
| 2006 (3)      | 4 (1 in Guatemala, 1 in Italien, 2 in den USA) | Mauricio Solís (3); Gilberto Martínez (1); Douglas Sequeira (2), Michael Umaña (3) |
| 2014 (5)      | 14 (1 in Belgien, 1 in Dänemark, 1 in Deutschland, 1 in Griechenland, 1 in den Niederlanden, 3 in Norwegen, 1 in Russland, 1 in Schweden, 1 in Spanien, 3 in den USA) | Óscar Duarte (4); Christian Bolaños (5); Júnior Díaz (5); Joel Campbell (5); Bryan Ruiz (4); Michael Barrantes (2), Diego Calvo (0), Cristian Gamboa (5); Marco Ureña (4); Celso Borges (5); Keylor Navas (5); Waylon Francis (0); Giancarlo González (5), Roy Miller (1)                                    |
| 2018 (3)      | 16 (1 in England, 1 in Italien, 1 in Kanada, 1 in Kolumbien, 1 in Portugal, 1 in Schottland, 1 in Schweden, 1 in der Schweiz, 4 in Spanien, 4 in den USA)             | Bryan Oviedo (2); Giancarlo González (3); Kendall Waston (1); Jhonny Acosta (3); Bryan Ruiz (3); Cristian Gamboa (3); Ian Smith (1); Yeltsin Tejeda (1); Celso Borges (3), Joel Campbell (2), Óscar Duarte (2), Keylor Navas (3); Francisco Calvo (2), David Guzmán (3), Marco Ureña (2), Rodney Wallace (1) |
| 2022 (3)      | 11 (2 in England (davon 1 in der 2. Liga), 1 in Frankreich, 1 in Kolumbien, 1 in Mexiko, 1 in Saudi-Arabien, 1 in Spanien (2. Liga), 1 in der Türkei, 3 in den USA)   | Brandon Aguilera (3), Jewison Bennette (3); Keylor Navas (3); Juan Pablo Vargas (1); Joel Campbell (3); Óscar Duarte (3); Patrick Sequeira; Francisco Calvo (2); Daniel Chacón, Rónald Matarrita (2), Bryan Oviedo (3)                                                                                       |

## Spiele
- Costa Rica bestritt bisher 21 WM-Spiele. Davon wurden sechs gewonnen, zehn verloren und fünf endeten remis. Zweimal mussten Remis-Spiele verlängert werden, da ein Sieger ermittelt werden musste, je eins wurde im Elfmeterschießen gewonnen und verloren.
- Gegen Brasilien wurden bereits drei, gegen Deutschland zwei WM-Spiele bestritten. Alle anderen WM-Spielpaarungen mit Costa Rica waren bisher einmalig.
- Costa Rica nahm einmal 2006 am Eröffnungsspiel gegen den Gastgeber teil, dies war auch das bisher einzige Spiel gegen einen WM-Gastgeber.
- Costa Rica verlor einmal (2002) gegen den späteren Weltmeister.
- Costa Rica spielte nie gegen den Titelverteidiger.
- Costa Rica traf einmal auf einen WM-Neuling: 2002/China.

| Alle WM-Spiele |            |                      |                     |   |                        |                    |                                                          |
| Nr.            | Datum      | Ergebnis             | Gegner              |   | Austragungsort         | Anlass             | Bemerkung                                                |
| 1.             | 11.06.1990 | 1:0                  | Schottland          | * | Genua (ITA)            | Vorrunde           | Erstes Spiel gegen Schottland                            |
| 2.             | 16.06.1990 | 0:1                  | Brasilien           | * | Turin (ITA)            | Vorrunde           |                                                          |
| 3.             | 20.06.1990 | 2:1                  | Schweden            | * | Genua (ITA)            | Vorrunde           | Erstes Spiel gegen Schweden                              |
| 4.             | 23.06.1990 | 1:4                  | Tschechoslowakei    | * | Bari (ITA)             | Achtelfinale       | Einziges Spiel gegen die Tschechoslowakei                |
| 5.             | 04.06.2002 | 2:0                  | Volksrepublik China | * | Gwangju (KOR)          | Vorrunde           | Erstes Spiel gegen China                                 |
| 6.             | 09.06.2002 | 1:1                  | Türkei              | * | Incheon (KOR)          | Vorrunde           | Erstes Spiel gegen die Türkei                            |
| 7.             | 13.06.2002 | 2:5                  | Brasilien           | * | Suwon (KOR)            | Vorrunde           |                                                          |
| 8.             | 09.06.2006 | 2:4                  | Deutschland         | A | München (DEU)          | WM-Eröffnungsspiel | Erstes Spiel gegen Deutschland                           |
| 9.             | 15.06.2006 | 0:3                  | Ecuador             | * | Hamburg (DEU)          | Vorrunde           |                                                          |
| 10.            | 20.06.2006 | 1:2                  | Polen               | * | Hannover (DEU)         | Vorrunde           | 110. und letztes Länderspiel von Mauricio Solís          |
| 11.            | 14.06.2014 | 3:1                  | Uruguay             | * | Fortaleza (BRA)        | Vorrunde           | Erstes WM-Spiel gegen Uruguay, erster Sieg gegen Uruguay |
| 12.            | 20.06.2014 | 1:0                  | Italien             | * | Recife (BRA)           | Vorrunde           | Erstes WM-Spiel gegen Italien, erster Sieg gegen Italien |
| 13.            | 24.06.2014 | 0:0                  | England             | * | Belo Horizonte (BRA)   | Vorrunde           | Erstes Spiel gegen England                               |
| 14.            | 29.06.2014 | 1:1 n. V., 5:3 i. E. | Griechenland        | * | Recife (BRA)           | Achtelfinale       | Erstes Spiel gegen Griechenland                          |
| 15.            | 05.07.2014 | 0:0 n. V., 3:4 i. E. | Niederlande         | * | Salvador (BRA)         | Viertelfinale      | Erstes Spiel gegen die Niederlande                       |
| 16.            | 17.06.2018 | 0:1                  | Serbien             | * | Samara (RUS)           | Gruppenspiel       | Erstes Spiel gegen Serbien                               |
| 17.            | 22.06.2018 | 0:2                  | Brasilien           | * | Sankt Petersburg (RUS) | Gruppenspiel       |                                                          |
| 18.            | 27.06.2018 | 2:2                  | Schweiz             | * | Nischni Nowgorod (RUS) | Gruppenspiel       |                                                          |
| 19.            | 23.11.2022 | 0:7                  | Spanien             | * | Doha (QAT)             | Gruppenspiel       |                                                          |
| 20.            | 27.11.2022 | 1:0                  | Japan               | * | ar-Rayyan (QAT)        | Gruppenspiel       | Erstes WM-Spiel gegen Japan, erster Sieg gegen Japan     |
| 21.            | 01.12.2022 | 2:4                  | Deutschland         | * | al-Chaur (QAT)         | Gruppenspiel       |                                                          |

### Höchste Siege und Niederlagen
Die Mannschaft erzielte ihre höchsten Siege gegen folgende Länder bei WM-Turnieren:
- Volksrepublik China: Vorrunde 2002 - 2:0 (zudem ein 2:0 in einem Freundschaftsspiel)
- Italien: Vorrunde 2014 - 1:0 (Einziger Sieg gegen Italien)
- Japan: Vorrunde 2022 - 1:0 (Einziger Sieg gegen Japan)
- Schottland: Vorrunde 1990 - 1:0 (Einziges Spiel gegen Schottland)
- Schweden: Vorrunde 1990 - 2:1 (Einziger Sieg gegen Schweden)
- Uruguay: Vorrunde 2014 - 3:1 (Einziger Sieg gegen Uruguay)

Gegen folgende Länder kassierte die Mannschaft ihre höchsten Niederlagen bei WM-Turnieren:
- Deutschland: Eröffnungsspiel 2006 und Vorrunde 2022 - 2:4 (Einzige Spiele gegen Deutschland)
- Serbien: Vorrunde 2018 - 0:1 (Einziges Spiel gegen Serbien)
- Spanien: Vorrunde 2022 - 0:7
- Tschechoslowakei: Achtelfinale 1990 - 1:4 (Einziges Spiel gegen die Tschechoslowakei)

## Rekorde

### Negativrekord
- Bis 2018 höchste Niederlage in einem Eröffnungsspiel einer WM (gibt es offiziell seit 1966): Costa Rica – Deutschland 2:4 am 9. Juni 2006